# Marcelo Sarvas
Marcelo Fazzio Sarvas (16 d'octubre de 1981 a São Paulo) és un futbolista brasiler que jugà amb el Polonia Varsòvia de migcampista.